# Ichneumon pygmaeus
Ichneumon pygmaeus là một loài tò vò trong họ Ichneumonidae.